# پوکی‌مان
ایمان انیس (به انگلیسی: Imane Anys) (متولد ۱۴ مه ۱۹۹۶)، که با نام مستعار آنلاین پوکیمان شناخته می‌شود، ستاره اینترنتی، یوتیوبر و استریمر کانادایی-مراکشی است. او بیشتر برای استریم‌هایش در توییچ شناخته می‌شود و معمولاً بازی‌های ویدیویی از جمله لیگ افسانه‌ها،فورتنایت و ولورانت استریم می‌کند.
همچنین او عضو کانال «توییچ تی وی»(twitchtv) است، یک کانال سرگرمی اجتماعی آنلاین که جمعی از محتواسازان اینترنتی در آن شرکت می‌کنند و تجربه‌های خود را به اشتراک می‌گذارند.

## حرفه

### استریم

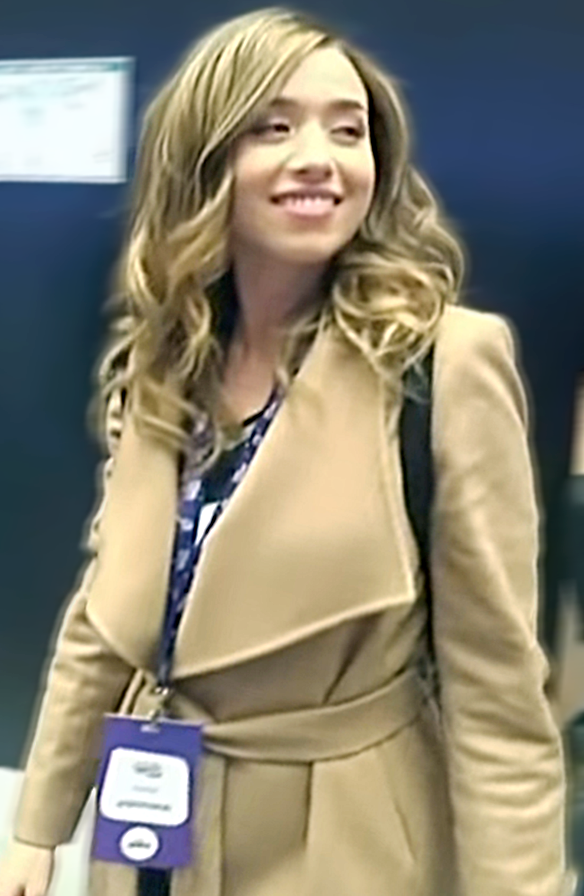
پوکی‌مان در توییچ کان ۲۰۱۹

انیس در دانشگاه مک‌مستر در رشته مهندسی شیمی درس می‌خواند، اما بعداً از دانشگاه خارج شد تا تمام وقت بتواند استریم را ادامه دهد. او در سال ۲۰۱۷ در توئیچ ۴۵۰٬۰۰۰ دنبال کننده بدست آورد و به جایگاه ۱۰۰ نفری که بیشترین دنبال کننده را در توییچ داشتند رسید. در نتیجه در سال ۲۰۱۷، او به عنوان بهترین استریم کننده توییچ سال معرفی شد. استریم بازی لیگ افسانه‌ها او را به این محبوبیت در توییچ رساند.
همچنین او به عنوان اولین اسپانسر بازی فورتنایت اقدام به استریم این بازی ویدیویی کرد. در نمایشگاه سرگرمی الکترونیکی (E3) در سال ۲۰۱۸، اپیک گیمز، (توسعه دهندگان فورتنایت)، یک رویداد برگزار کرد. این رویداد قرار بود تا حالت بتل رویال بازی فورتنایت را تبلیغ کند و بازیگران مشهور در حالت بتل رویال این عنوان بازی کنند.
انیس قرار بود با خواننده رپ دیزاینر هم تیمی باشد اما در مدت کوتاهی قبل از این رویداد، او با جاش هارت جایگزین شد. در اواسط ماه مارس سال ۲۰۱۹، انیس خطاب به کاهش استریم بازی فورتنایت، اظهار داشت که او نیاز دارد تا «دربارهٔ محتوایی که دارد تولید می‌کند فکر کند که چه چیزی را دوست دارد یا ندارد».
سایت خبری فناوری دیجیتال ترندز او را «شخصیت ضعیف اما مشتاق» توصیف کرده که «کاملاً مناسب استریم‌های طولانی است». این سایت همچنین توضیح داده‌است که او غالباً با مخاطبان خود ارتباط برقرار می‌کند. به غیر از پخش محتوای بازی، انیس اتفاقات متفرقه در دنیای واقعی و همچنین پادکست را استریم می‌کند.
توییچ به عنوان یکی از محبوب‌ترین وبسایت‌های پخش استریم، مستقیماً با انیس همکاری کرده‌است. در ژوئیه سال ۲۰۱۸، توییچ او را به عنوان یکی از ۱۵ سفیر برای رویداد توییچ کان ۲۰۱۸ انتخاب کرد. یک سفیر توییچ کان یکی از همکارانی است که برنامه‌ریزی برای این رویداد را به عهده دارد.
در اواخر همین ماه، توییچ انیس را به عنوان همکار خود در Twitor Creator Camp انتخاب کرد، این کمپین مجموعه ای از پخش‌ها و مقالاتی است که به سازندگان محتوا در ساخت کانال‌های موفق کمک می‌کند. Social Blade، وب سایتی که آمار رسانه‌های اجتماعی را ردیابی می‌کند، انیس را به عنوان هفتمین کاربر توییچ از نظر دنبال کننده، با بیش از ۴٫۸ میلیون دنبال کننده تا ۱۹ مه ۲۰۲۰ ذکر کرده‌است.

### یوتیوب
علاوه بر استریم در وبسایت توییچ، انیس دو کانال فعال به اسم Pokimane و Poki ASMR در یوتیوب دارد. کانال اولی شامل کلیپ‌هایی از محتوای بازی، ولاگ‌ها و پادکست‌های وی است. کانال دوم، او دربارهٔ فیلم‌های ام‌اس‌ام‌آر «واکنش ارادی اوج‌گیری حسی» (AMSR) است.
انیس مانند سایر کانال‌های ام‌اس‌ام‌آر، با هدف تحریک احساسات دلپذیر، تجربیات ASMR را برای بینندگان خود ایجاد می‌کند. انیس در مورد موضوع فیلم‌های ASMR گفته: "ASMR" چیز جنسی نیست. ای کاش مردم این امر را جنسی بودن ندانند. "و اضافه کردد که بسیاری از بینندگان وی از فیلمهای ASMR او برای کمک به خوابیدن استفاده می‌کنند.
انیس همچنین عضو آفلاین‌تی‌وی است، یک کانال در یوتیوب که از محتوا سازان اینترنتی تشکیل شده. انیس در مورد کانال گفته که:
«این جالب نیست که اهل استریم باشید و به تنهایی زندگی کنید، بنابراین تصمیم گرفتیم به شکلی کنار هم قرار گیریم تا نه تنها دوستی و همکاری با یکدیگر را نگه نداریم بلکه می‌توانیم با هم حرف بزنیم و در واقع کارهای خوب را برای همه انجام دهیم.»

### سایر سرمایه‌گذاری‌ها
در اکتبر سال ۲۰۱۹ اعلام شد که انیس، همراه تعدادی دیگر از محتواسازان اینترنی، در فیلم " مرد آزاد " به کارگردانی شاون لوی ایفای نقش خواهد کرد، که در دسامبر سال ۲۰۲۰ اکران می‌شود.

## جوایز و نامزدها
| سال  | مراسم                | دسته‌بندی          | نتیجه | منبع   |
| ---- | -------------------- | ----------------- | ----- | ------ |
| ۲۰۱۸ | دهمین جوایز کوتاه    | استریمر توییچ سال | برنده | [ ۳ ]  |
| ۲۰۱۸ | هشتمین جوایز استریم  | استریمر           | نامزد | [ ۱۸ ] |
| ۲۰۱۸ | The Game Awards 2018 | محتواساز سال      | نامزد | [ ۱۹ ] |

## فیلمبرداری

### فیلم
| سال      | عنوان    | نقش  | یادداشت |
| -------- | -------- | ---- | ------- |
| سال ۲۰۲۰ | مرد آزاد | خودش | تولید   |